# Alfonsiella longiscapa
Alfonsiella longiscapa är en stekelart som beskrevs av Joseph 1959. Alfonsiella longiscapa ingår i släktet Alfonsiella och familjen fikonsteklar.
Artens utbredningsområde är:
- Guinea.
- Elfenbenskusten.
- Kenya.
- Malawi.
- Nigeria.
- Zambia.

Inga underarter finns listade i Catalogue of Life.